# 拉斯帕伊站
拉斯帕伊站（法語：Raspail）是巴黎地鐵的一個車站，是巴黎地鐵4號線和巴黎地鐵6號線的轉車站，得名于纪念19世紀法国科學家和政治家弗朗索瓦-樊尚·拉斯帕伊的拉斯帕伊大道。拉斯帕伊站開業於1906年4月24日。

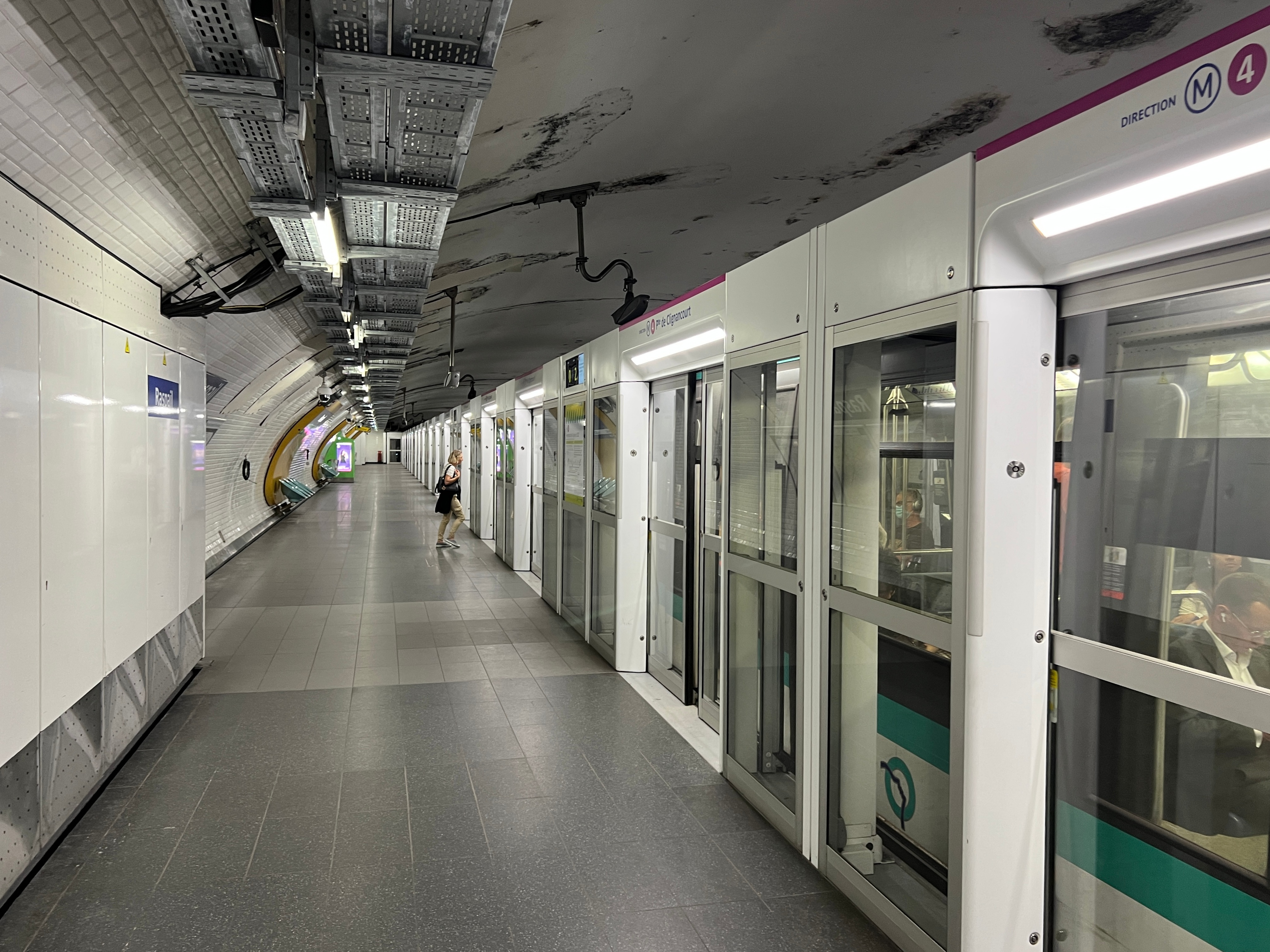
4號線月台 (2022年7月)

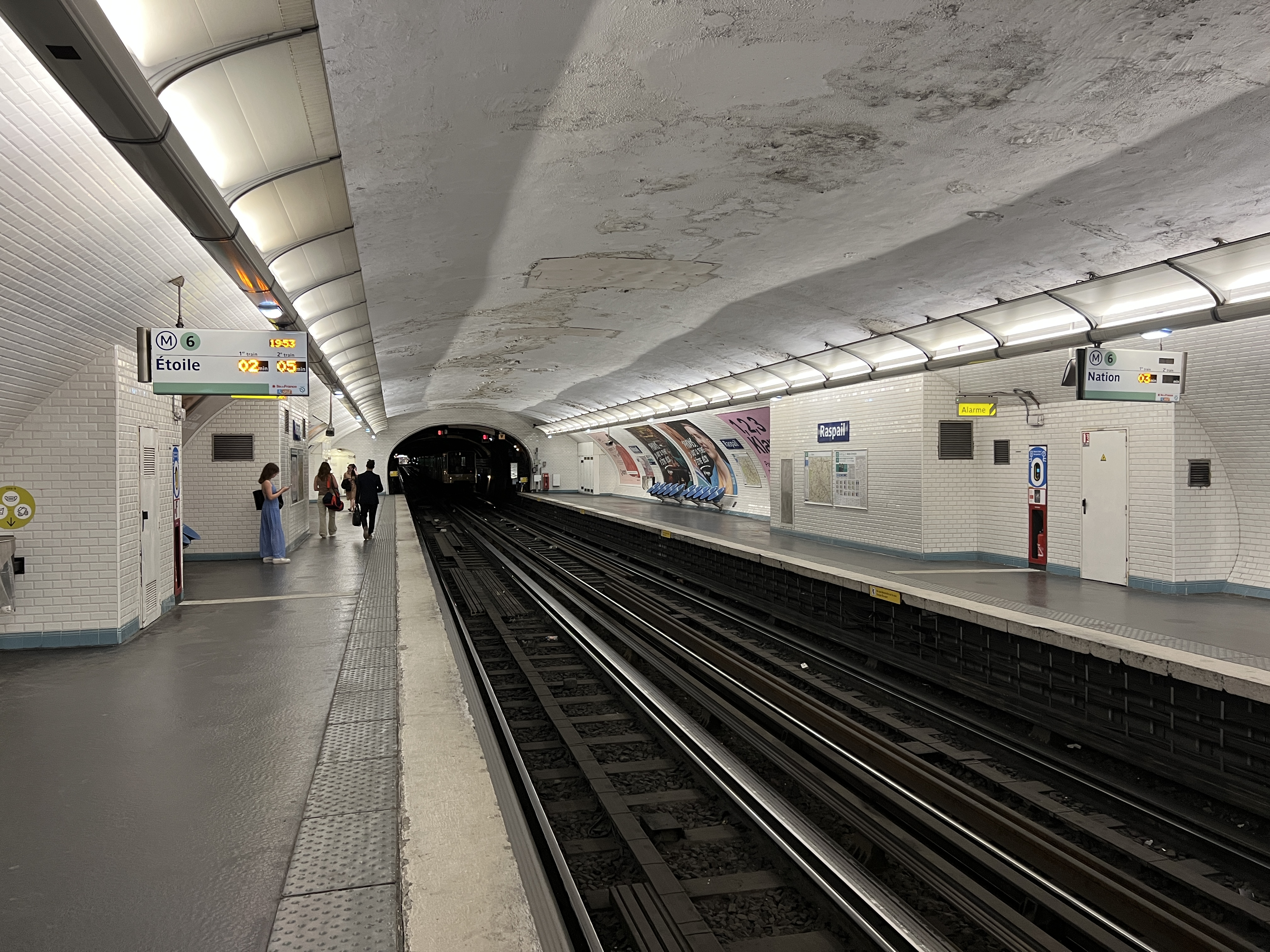
6號線月台 (2022年7月)

## 車站結構
| 街道        |                    |                                     |
| B1          | 月台連接夾層       |                                     |
| 4號線月台層 | 側式月台，右側開門 | 側式月台，右側開門                  |
| 4號線月台層 | 北行               | 往克里尼昂古門（瓦文）              |
| 4號線月台層 | 南行               | 往巴涅-露西·奧布拉克（丹佛-羅什洛） |
| 4號線月台層 | 側式月台，右側開門 |                                     |
| 6號線月台層 | 側式月台，右側開門 | 側式月台，右側開門                  |
| 6號線月台層 | 西行               | 往夏爾·戴高樂-星形（埃德加·吉涅）   |
| 6號線月台層 | 東行               | 往民族（丹佛-羅什洛）               |
| 6號線月台層 | 側式月台，右側開門 |                                     |